# 蔡震
蔡震（?—?），明朝駙馬，操行謹慎。

## 生平
明憲宗成化五年（1466年）娶明英宗皇女淳安公主。
明武宗正德五年（1510年）宦官劉瑾被彈劾下獄，劉瑾於是亂指大臣依附自己，廷臣無人敢審問他，蔡震厲聲道：“我皇家至戚，應不附爾。”他參與廷審劉瑾，催促獄卒拷問，迫其服罪，名聲遂起。 
明世宗嘉靖年間蔡震卒，贈太保，諡康僖。
有子蔡遇、蔡遵、蔡逵、蔡遷。